# Freie-Partie-Weltmeisterschaft 1938

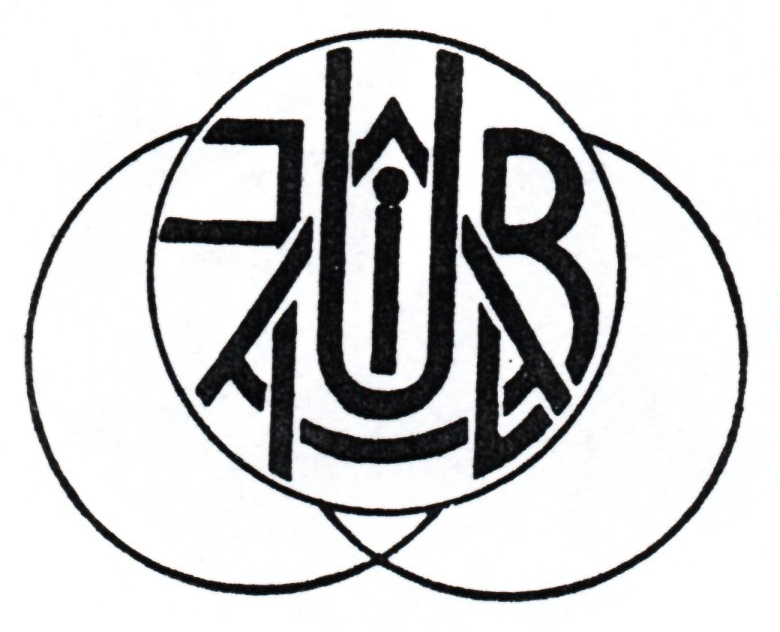
Logo UIFAB (ausrichtender Verband)

Veranstaltungsort: Marseille

Die Freie-Partie-Weltmeisterschaft 1938 war die elfte UIFAB-Weltmeisterschaft in der Freien Partie. Das Turnier fand vom 26. Februar bis zum 2. März in Marseille in Frankreich statt. Es war die fünfte Freie-Partie-Weltmeisterschaft in Frankreich.

## Geschichte
Zum dritten Mal nach 1934 und 1935 konnte der Franzose Jean Albert die Weltmeisterschaft in der Freien Partie gewinnen. Dabei blieb er ungeschlagen. In Marseille blieben aber die Leistungen weit unter denen der Vorjahre. Der Grund ist aus den überlieferten Unterlagen nicht zu ersehen. Vermutlich lag es am Material. Zweiter wurde wie schon 1933 der Portugiese Alfredo Ferraz vor Constant Côte, der seinen dritten Platz aus dem Vorjahr verteidigte. Ex-Weltmeister Walter Joachim aus Berlin wurde Vierter.

## Turniermodus
Es wurde in zwei Gruppen à fünf Spieler in einer Vorrunde im Round Robin Modus gespielt. Die letzten jeder Gruppe schieden aus. Die restlichen acht Spieler spielten im Round Robin Modus gegeneinander der Weltmeistertitel aus. Die Partien gegen die ausgeschiedenen Spieler wurden in der Endrunde nicht gewertet. Bei Punktegleichstand wird in folgender Reihenfolge gewertet:
1. MP = Matchpunkte
2. GD = Generaldurchschnitt
3. HS = Höchstserie

## Vorrunde
| MP    | Match Points (Sieger = 2; Unentschieden = 1; Verlierer = 0) |
| Pkte. | Erzielte Karambolagen                                       |
| Aufn. | Benötigte Versuche                                          |
| GD    | Generaldurchschnitt                                         |
| BED   | Bester Einzeldurchschnitt eines Spielers                    |
| HS    | Höchstserie                                                 |
|       | Bester GD des Turniers                                      |
|       | Bester ED des Turniers                                      |
|       | Beste HS des Turniers                                       |
|       | 1. Platz (Gold)                                             |
|       | 2. Platz (Silber)                                           |
|       | 3. Platz (Bronze)                                           |

| Platz                      | Name             | MP  | Pkte. | Aufn. | GD    | BED   | HS  |
| -------------------------- | ---------------- | --- | ----- | ----- | ----- | ----- | --- |
| 1                          | Jean Albert      | 8:0 | 2000  | 58    | 34,48 | 55,55 | 278 |
| 2                          | Constant Côte    | 6:2 | 1856  | 71    | 26,14 | 29,41 | 182 |
| 3                          | Jean Galmiche    | 4:4 | 1414  | 98    | 14,42 | 15,62 | 91  |
| 4                          | Charles Inaebnit | 2:6 | 1232  | 126   | 9,77  | 7,46  | 101 |
| 5                          | James Romy       | 0:8 | 1328  | 135   | 9,83  | –     | 100 |
| Gruppendurchschnitt: 16,04 |                  |     |       |       |       |       |     |

| Platz                      | Name           | MP  | Pkte. | Aufn. | GD    | BED   | HS  |
| -------------------------- | -------------- | --- | ----- | ----- | ----- | ----- | --- |
| 1                          | Walter Joachim | 8:0 | 2000  | 113   | 17,69 | 29,41 | 169 |
| 2                          | Alfredo Ferraz | 6:2 | 1857  | 60    | 30,95 | 83,33 | 472 |
| 3                          | Jan Sweering   | 4:4 | 1811  | 136   | 13,31 | 14,70 | 138 |
| 4                          | Gerd Thielens  | 2:6 | 1224  | 86    | 14,23 | 20,83 | 121 |
| 5                          | Leo Dekner     | 0:8 | 1147  | 105   | 10,92 | –     | 205 |
| Gruppendurchschnitt: 16,07 |                |     |       |       |       |       |     |

## Abschlusstabelle
| Platz                                  | Name             | MP   | Pkte. | Aufn. | GD    | BED    | HS  |
| -------------------------------------- | ---------------- | ---- | ----- | ----- | ----- | ------ | --- |
| 1                                      | Jean Albert      | 14:0 | 3500  | 103   | 33,98 | 55,55  | 371 |
| 2                                      | Alfredo Ferraz   | 10:4 | 3292  | 101   | 32,59 | 250,00 | 500 |
| 3                                      | Constant Côte    | 10:4 | 3015  | 108   | 27,91 | 35,71  | 239 |
| 4                                      | Walter Joachim   | 10:4 | 3237  | 162   | 19,98 | 29,41  | 212 |
| 5                                      | Jan Sweering     | 5:9  | 2793  | 167   | 16,72 | 41,66  | 220 |
| 6                                      | Jean Galmiche    | 4:10 | 2597  | 136   | 19,09 | 22,72  | 210 |
| 7                                      | Gerd Thielens    | 2:12 | 1961  | 145   | 13,52 | 16,66  | 93  |
| 8                                      | Charles Inaebnit | 1:13 | 2062  | 156   | 13,21 | 20,83  | 210 |
| Turnierdurchschnitt: 20,83 (Endrunde)  |                  |      |       |       |       |        |     |
| 9                                      | Leo Dekner       | 0:8  | 1147  | 105   | 10,92 | –      | 205 |
| 10                                     | James Romy       | 0:8  | 1328  | 135   | 9,83  | –      | 100 |
| Turnierdurchschnitt: 18,56 (Insgesamt) |                  |      |       |       |       |        |     |